# 김강민 (1999년)
김강민(1999년 7월 3일 ~ )은 대한민국의 축구 선수이며, 포지션은 미드필더이다.